# Poczta gołębia

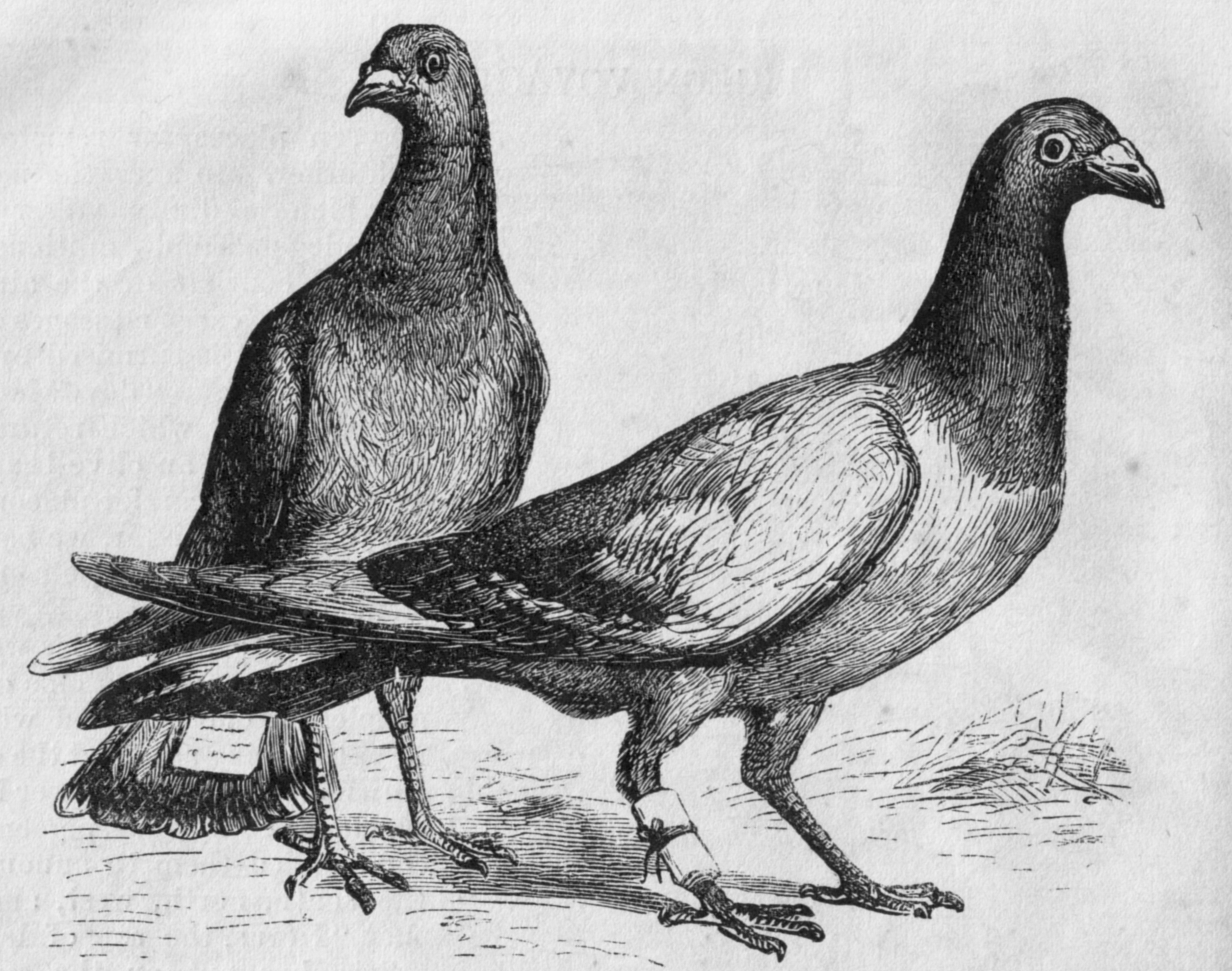
Gołębie pocztowe

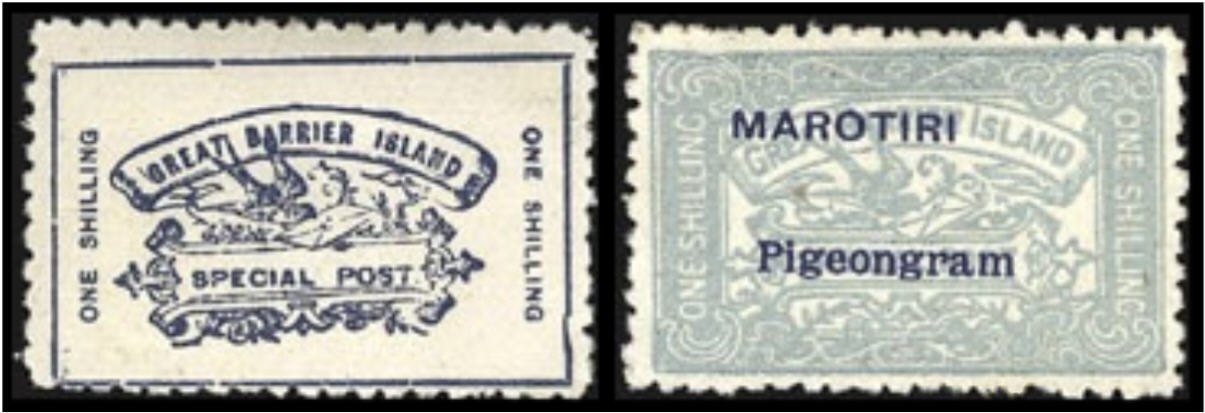
Pierwsze znaczki pocztowe poczty gołębiej Nowej Zelandii (1898)

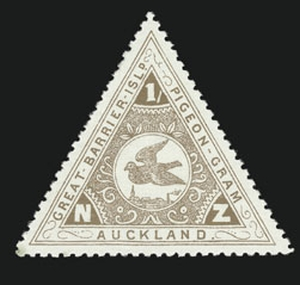
Znaczek pocztowy poczty gołębiej Nowej Zelandii

Poczta gołębia – przekazywanie wiadomości za pomocą gołębi pocztowych.

## Historia
Oswojenie, a następnie udomowienie gołębia nastąpiło najprawdopodobniej w Fenicji ok. 5 tys. lat p.n.e. W I w. p.n.e. używano gołębi do przesyłania wiadomości. Ze względu na „zmysł nawigacji” oraz szybkość lotu gołębi (kronikarze podają, że trasę z Babilonu do Aleppo, którą ludzie pokonywali w czasie około jednego miesiąca, one przebywały w czasie dwóch dni), wykorzystywano je do przekazywania wiadomości dotyczących wypraw wojennych, spraw handlowych, igrzysk olimpijskich oraz wielu innych, istotnych dla ówczesnych ludzi, spraw. W starożytnej Grecji i Egipcie, a później w Rzymie w I wieku p.n.e. wykorzystywano gołębie do przekazu wiadomości ze statków na ląd lub odwrotnie[wymaga weryfikacji?].
W czasach nowożytnych zdarzało się, że gołębie dostarczały pocztę w trakcie działań wojennych (np. przesyłki wysyłane z Paryża do Tours w czasie wojny francusko-pruskiej w 1870 r. lub w czasie I wojny światowej). Aby przeszkodzić im w tym wykorzystywano czasem sokoły, m.in. użyli ich Niemcy podczas oblężenia Paryża. Chińczycy, aby odstraszyć wrogie sokoły, zaopatrywali swoje gołębie w dzwonki.
W latach 1896–1908 w Nowej Zelandii działała poczta gołębia pomiędzy Auckland i wyspami Great Barrier i Maoriti.
Jeszcze w II połowie XX w. w niektórych państwach poczta gołębia stanowiła oficjalny środek łączności. Np. w Indiach z takiej poczty chętnie korzystała policja: w latach 1971–1973 policyjne gołębie przeniosły ok. 40 tys. listów (w tym i listów gończych) do odległych posterunków policyjnych. Również w trakcie wyborów powszechnych w 1973 r. ptakom tym powierzono dostarczenie danych o wynikach wyborów z trudno dostępnych osad.
Obecnie poczta gołębia jest wykorzystywana jedynie jako poczta specjalna podczas imprez, np. organizowanych przez związki hodowców gołębi.